# 新月形橋 (富山県)
新月形橋（しんつきがたばし）は、富山県滑川市栗山と魚津市浅生の早月川に架かる一般県道堀江魚津線の橋である。
本項では、旧橋にあたる月形橋（つきがたばし）についても記述する。

## 新月形橋の概要
- 左岸：富山県滑川市栗山
- 右岸：富山県魚津市浅生
- 形式：鈑桁橋[1]
- 橋長：230.5 m[1]
- 幅員：15.5 m[1]（車道8.5ｍ - 11.5m、両側の歩道3.5m[2]）
- 事業化：1995年（平成7年）度[3]
- 着工：1996年（平成8年）11月25日[3]
- 竣工：1999年（平成11年）12月3日[4]

六径間連続工法の免震構造を採用している。橋の名称は1998年（平成10年）12月から公募を行い、1999年（平成11年）5月31日に決定された。
同橋の開通により、富山中部広域農道の全線開通が実現することになった。

## 月形橋
大正時代までは中流で往来する人が流され死亡する事故が絶えなかったため、大正時代に橋銭を徴収する釣橋が架橋されたが、両岸の住民にとっては大きな負担となっていた。
1919年（大正8年）、下新川郡会は同郡上中島村（現・魚津市）有山 - 中新川郡早月加積村（現・滑川市）栗山間の架橋促進を決議し、その後も住民たちの強い要望が実って、1936年（昭和11年）10月、長さ230m（228.8mとも）、幅員4.5mの木造橋が架橋された。その後も洪水などで度々被災しながら補修を繰り返しながら使用されてきたが、木造橋の為老朽化によりバスや大型自動車の通行が出来なくなったことから、1963年（昭和38年）の災害を機に魚津側1連のみ永久橋化された。1964年（昭和39年）7月9日午前7時ごろ、中央部約20mが流失したため、富山県魚津土木出張所が全面改良に踏み切っり、同年10月1日より仮橋を設けるとともに5,200万円の工費で着工した。
1966年（昭和41年）1月に現在の鉄筋コンクリート橋に架け替えられた、舗装工事や雪解けを待った上で、同年5月9日に完工式が挙行された。これにより魚津、滑川の山手を結ぶバス路線も再開し、長年にわたった不便も解消された。橋長234 m、幅員6 mの鉄筋コンクリートの永久橋（鈑桁橋）である。総工費は9,870万円。
新月形橋完成後は魚津市道有山2号線の橋となったが、橋梁の定期点検を実施により著しい損傷が確認されたため、2017年（平成29年）12月6日より通行止めとなっている。

## 周辺
- 北陸自動車道有磯海サービスエリア（上り線）
- スギノマシン本社・早月事業所